# Marele viscol din 1888
Marele viscol din 1888 este denumirea unei furtuni de zăpadă din perioada 11 - 14 martie 1888, care s-a abătut asupra coastei de est a SUA și care a afectat în special statele New Jersey, New York, Massachusetts și Connecticut, unde au fost depuneri de zăpadă de până la 150 cm, iar vântul a suflat cu viteză de până la 72 km/h.